# Episymploce marginata
Episymploce marginata är en kackerlacksart som beskrevs av Bei-Bienko 1957. Episymploce marginata ingår i släktet Episymploce och familjen småkackerlackor. Inga underarter finns listade i Catalogue of Life.